# Собарица и сенатор (ТВ серија)
Собарица и сенатор (шп. Una maid en Manhattan) америчка је теленовела, продукцијске куће Телемундо, снимана током 2011. и 2012.
У Србији је током 2012. и 2013. емитована на каналу Пинк 2.

## Синопсис
Мариса Лухан управља малим хотелом у мексичком сеоцету Мичоакану. Захваљујући добитима које доноси туризам, Мариса има довољно средстава за себе и свог десетогодишњег сина Лала. Упознала је љубав са Виктором, момком који је из године у годину долазио у Мичоакан из САД, да ту проведе божићне празнике. Са њим је и остала трудна, али будући да веза никада није формализована, девојка је одлучила да сама подиже дечака. Ипак, сан о срећном животу са сином пада у воду када се село претвори у свратиште наркомана, а хотел у коме је Мариса радила буде продат једном мексичком картелу и почне да служи као успутна станица атентаторима.
Девојка тада одлучује да емигрира на север, за добро свог сина, који јој предлаже да се уда за Виктора и тако обезбеди папире за легални долазак у САД. Она прихвата, надајући се да ће формално венчање учинити да се љубавна прича која јој је подарила дете настави.
Мајка и син стижу у Лос Анђелес, али она убрзо схвата да се Виктор никада неће променити и после бурне расправе са њим одлази на Менхетн, где јој Белинда, другарица из детињства, нуди помоћ. Захваљујући њој, Мариса добија посао собарице у једном од најлуксузнијих њујоршких хотела.
Белинда постаје Марисина породица, а ту је и Летисија, која је такође запослена у хотелу, али и Тања, симпатична афро-американка која придошлицу прихвата као млађу сестру. Напор и труд чине да Мариса брзо задобије поверење и поштовање хотелског менаџера Амадора, непрекидно стварајући себи могућности за напредовање. Једног дана, захваљујући Лаловом несташлуку, лепа собарица упознаје Кристобала Паркера Саласа, згодног и вредног младића који је убеђен да је она гост хотела, а не обична радница. Шармантни богаташ се безнадежно заљубљује у њу, а она према њему осећа оно што никада до тада није осетила и свесна је да ће изгубити главу за њим.
Мариса и Кристобал отпочињу љубавну везу и једне ноћи воде љубав. Девојка осећа обавезу да призна младићу истину о свом социјалном статусу. Али судбина ће се побринути да ствари крену нешто другачијим током. Захваљујући Сари Монтеро, која је опседнута модом, али и Кристобалом, Мариса је откривена и усред скандала добија отказ у хотелу. Посрамљена јер је поступила као заљубљена тинејџерка и сломљена због Кристобалових пребацивања, Мариса се куне да ће успети у животу и постати неко и нешто, због себе али и свог сина, те да никада више неће дозволити да је понесе илузија о љубави.
Кристобалу је читав скандал послужио да отвори очи и суочи се са реалношћу, на коју никада раније није обраћао пажњу. Знајући да му је отац, који је политички ангажован, болестан, Кристобал одлучује да се и сам окуша у свету политике. Исто тако, он схвата да Марису воли свим срцем, упркос томе што су раздвојени. Ипак, судбина ће их поново спојити, и то опет захваљујући Лалу – Мариса, која се запослила у другом хотелу, среће Кристобала који тамо држи конференцију. Поново се активирају лептирићи у стомаку, иако је Мариса тада већ упознала Франка Варелу, вредног младића који покушава да је освоји. Ту је и Виктор, који се враћа у њен живот и жели да оснује породицу са њом и сином. Међутим, собарици је јасно да не може да воли никога осим Кристобала. 
Све се мења када Мариса бива послата у затвор, захваљујући бескрупулозној Сари и њеним лажима. Тамо проводи неко време, али Кристобал на крају успева да докаже њену невиност. Ипак, међу њима ништа није као раније – он у једном моменту није веровао у њу, због чега њој треба много времена да му опрости сумњу. По изласку из затвора, девојка се ангажује у помагању женама које су жртве најразличитијих врста дискриминације – од полне, преко расне, па до религијске. Оснива фирму у којој запошљава потлачене и злостављане жене и која ће јој помоћи да достигне успех о коме је сањала. Када се чини да све полако долази на своје место, те да ће Мариса коначно моћи да опрости Кристобалу, силе зла куцају на врата… Поставља се питање хоће ли снага љубави помоћи младом пару да преброди све препреке, или ће рат за срећу и благостање бити заувек изгубљен…

## Ликови
- Мариса (Лици Домингез) - Лепа и одлучна девојка која је веома млада постала мајка. Правична је и весела. Дискретна и ћутљива када је то потребно, али исто тако отворено показује емоције, посебно срећу. Спремна је на све да би сину обезбедила добар живот, али није спремна за прљаве и непоштене радње. Живот јој се мења када упозна Кристобала, од кога скрива свој прави идентитет...

- Кристобал (Еухенио Сиљер) - Човек који је одивек знао шта жели у животу. Сналажљив је и лако се прилагођава свакој ситуацији. Отац га је наговарао да се бави политиком, али он је, супротно његовој жељи, кренуо дединим стопама и већ као двадесетдеветогодишњак преузима руководећу позицију у породичним фирмамам. Иако му је посао на првом месту, Марису ће му променити поглед на свет...

- Сара (Ванеса Виљела) - Размажена богаташица која је одмалена добијала све што је желела. Никада није завршила факултет, јер је интересују мода и провод. Када осети да јој популарност у друштву опада, пише колумне за модне магазине. Лицемерна је, оговара своје „пријатеље“, који су према њој такође дволични. Наводно воли Кристобала, а заправо је само болесно опседнута њиме.

- Едуардо (Хорхе Еудардо Гарсија) - Марисин син, веома живахан и натпросечно интелигентан дечак који се досађује у школи јер веома лако памти и брзо учи. Друштвен је, обожава животиње и стално тражи од мајке да му купује нове љубимце, које касније поклања људима.

- Бруно (Хуан Пабло Љано) - Сарин љубавник, привлачан и интелигентан, али лењ момак. Искоришћава Сару још од средње школе – он је њен први дечко, а она га сматра одличним љубавником и од њега добија све оно што јој Кристобал не пружа. Напустио је студије да би путовао по свету и посветио се „послу“ жигола. Спреман на све да би уживао у луксузу, али не жели да ради.

- Виктор (Пауло Кеведо) - Марисин бивши муж, Едуардов отац, пропали је алкохоличар који не може да прихвати чињеницу да више није тинејџер. Не зна да воли и не заузима се ни за шта, уколико до тога не може да извуче корист. Породица је много утицала на њега – његови најближи су такође веома прорачунати и користољубиви људи, који гледају само себе и не маре за друге.

- Летисија (Лиз Гаљардо) - Марисина најбоља пријатељица, која такође ради као собарица у хотелу. Све време даје Мариси љубавне савете, упркос томе што је сама несрећна у љубави. Није имала ниједну дугу везу и убеђена је да су сви мушкарци исти и да само желе да искотисте жене, а потом их одбацују.

## Глумачка постава

### Главне улоге
| Глумац:               | Улога:                 |
| --------------------- | ---------------------- |
| Лици Домингез         | Мариса Лухан           |
| Еухенио Сиљер         | Кристобал Паркер Салас |
| Ванеса Виљела         | Сара Монтеро           |
| Хорхе Еудардо Гарсија | Едуардо Лало Лухан     |

### Споредне улоге
| Глумац:           | Улога:              |
| ----------------- | ------------------- |
| Енри Сака         | Амадор Колина       |
| Котан Фернандез   | Мигел               |
| Пауло Кеведо      | Виктор Мендоса      |
| Тина Ромеро       | Кармен Ромера Нана  |
| Лиз Гаљардо       | Летисија Роблес     |
| Исмаел Ла Роса    | Тадео Фалкон Тито   |
| Хуан Пабло Љано   | Бруно Ривера        |
| Карен Сентијес    | Амелија Паркер      |
| Фред Ваље         | Тирон Паркер        |
| Марисела Гонзалес | Каликста            |
| Ана Соберо        | Марсела Виља        |
| Маите Ембил       | Белинда Делгадо     |
| Карина Мора       | Јасмин Јаја Мендоса |
| Џејми Осорио      | Танија Тејлор       |
| Родриго Мехија    | Гојо                |
| Хорхе Ернандес    | Естанислао          |
| Анеуди Лара       | Џером               |
| Карлос Атије      | Лукас               |
| Моника Пасквалото | Миреја              |
| Лијанет Борего    | Силвија             |